# جان چندلر گرنی
جان چندلر گرنی (به انگلیسی: John Chandler Gurney) سناتور سابق عضو حزب جمهوری‌خواه ایالات متحده آمریکا بود. وی در سال ۱۹۳۹ تا ۱۹۵۱ میلادی سناتور ایالت داکوتای جنوبی در سنای ایالات متحده آمریکا بود.